# The Primitives
The Primitives sind eine britische Indie-Pop-Band aus dem englischen Coventry und wurden 1985 durch Keiron McDermott (Gesang), PJ Court (bürgerlicher Name Paul Jonathan Court, Gesang, Gitarre), Steve Dullaghan (Bass) und Pete Tweedie (Schlagzeug) gegründet. Keiron wurde bald durch Tracy Tracy (bürgerlicher Name Tracy Cattell, geboren in Australien) ersetzt. Die blonde Leadsängerin verhalf der Band mit ihrer markanten Stimme zu einem großen Erfolg, der aber nur von relativ kurzer Dauer war. Die Karriere der Primitives wurde unter anderem auch dadurch gefördert, als der Smiths-Sänger Morrissey sie zu einer seiner Lieblings-Bands ernannte.

## Karriere
The Primitives tauchten Mitte der 1980er Jahre in der Independent-Szene auf und brachten einen frischen Wind und Sinn für Humor in eine Szene, die durch die grimmigen Gothic-Bands beherrscht war. Mit dem 1988 erschienenen, erfolgreichen ersten Album Lovely und dem auch in Deutschland bekannt gewordenen Stück Crash erreichen sie in Großbritannien damit die Top 5 und in den USA die Top 3.
The Primitives veröffentlichten 1989 zwei weitere Alben (Pure und Lazy 86-88). In den frühen 1990er Jahren ging die Karriere dem Ende zu. Im Jahr 1991 brachten sie das Album Galore heraus, aber der kommerzielle Erfolg blieb aus. Als Folge des Misserfolgs trennte sich die Band 1992. Auch wenn ihre Karriere nur von kurzer Dauer war, prägten sie die wenige Jahre später als Britpop bekannt gewordene Musikbewegung.
Weitere Bands aus der sogenannten „Bubble Pop“-Szene waren Transvision Vamp und The Darling Buds, die ähnlich klangen.
Im Jahre 2009 reformierte sich die Band und veröffentlichte 2012 das Album Echoes And Rhymes.

## Diskografie

### Studioalben
| Jahr | Titel      | Höchstplatzierung, Gesamtwochen, AuszeichnungChartplatzierungen (Jahr, Titel, Platzierungen, Wochen, Auszeichnungen, Anmerkungen) | Höchstplatzierung, Gesamtwochen, AuszeichnungChartplatzierungen (Jahr, Titel, Platzierungen, Wochen, Auszeichnungen, Anmerkungen) | Anmerkungen                        |
| Jahr | Titel      | DE | UK | Anmerkungen                        |
| ---- | ---------- | --- | --- | ---------------------------------- |
| 1988 | Lovely     | DE62 (1 Wo.)DE | UK6 Gold · (10 Wo.)UK | Erstveröffentlichung: März 1988    |
| 1989 | Lazy 86-88 | — | UK73 (1 Wo.)UK | Erstveröffentlichung: August 1989  |
| 1989 | Pure       | — | UK33 (2 Wo.)UK | Erstveröffentlichung: Oktober 1989 |

Weitere Alben
- 1991: Galore
- 1994: Bombshell – The Hits & More
- 1996: Best Of
- 1998: Bubbling Up – BBC Sessions
- 2001: Buzz Buzz Buzz
- 2004: Thru the Flowers – The Anthology
- 2005: The Best of
- 2006: Complete Lazy Recordings
- 2012: Echoes and Rhymes
- 2013: Everything’s Shining Bright
- 2014: Spin-O-Rama

### Singles
| Jahr | Titel Album             | Höchstplatzierung, Gesamtwochen, AuszeichnungChartplatzierungen (Jahr, Titel, Album, Platzierungen, Wochen, Auszeichnungen, Anmerkungen) | Höchstplatzierung, Gesamtwochen, AuszeichnungChartplatzierungen (Jahr, Titel, Album, Platzierungen, Wochen, Auszeichnungen, Anmerkungen) | Anmerkungen                          |
| Jahr | Titel Album             | DE | UK | Anmerkungen                          |
| ---- | ----------------------- | --- | --- | ------------------------------------ |
| 1987 | Stop Killing Me Lovely  | — | UK78 (2 Wo.)UK | Erstveröffentlichung: Februar 1987   |
| 1987 | Thru the Flowers Lovely | — | UK77 (4 Wo.)UK | Erstveröffentlichung: August 1987    |
| 1988 | Crash Lovely            | DE42 (9 Wo.)DE | UK5 Silber · (10 Wo.)UK | Erstveröffentlichung: Februar 1988   |
| 1988 | Out of Reach Lovely     | — | UK25 (4 Wo.)UK | Erstveröffentlichung: April 1988     |
| 1988 | Way Behind Me Pure      | — | UK36 (4 Wo.)UK | Erstveröffentlichung: August 1988    |
| 1989 | Sick of It Pure         | — | UK24 (4 Wo.)UK | Erstveröffentlichung: Juli 1989      |
| 1989 | Secrets Pure            | — | UK49 (3 Wo.)UK | Erstveröffentlichung: September 1989 |
| 1991 | You Are the Way Galore  | — | UK58 (2 Wo.)UK | Erstveröffentlichung: Juli 1991      |

Weitere Singles
- 1986: Really Stupid
- 1987: Ocean Blue
- 1991: Lead Me Astray
- 2011: The Witch
- 2012: Turn Off The Moon
- 2013: Lose The Reason
- 2014: Spin-O-Rama